# Pillow Talk
Pillow Talk (en España, Confidencias de medianoche; en Hispanoamérica, Problemas de alcoba) es la primera de las tres películas en las que actuó el trío formado por Rock Hudson, Doris Day y Tony Randall. Las otras dos fueron Pijama para dos y No me mandes flores. Los personajes no se repiten.

## Argumento
Jan Morrow (Doris Day) es decoradora de interiores y Brad Allen (Rock Hudson) un compositor mujeriego. Debido a la falta de líneas telefónicas, comparten una entre los dos. No se conocen pero Jan no puede evitar escuchar las conversaciones de Brad con un buen número de mujeres a las que les declara su amor. Brad ocupa el teléfono durante horas, lo cual exaspera aún más a Jan. Un día Brad ve a Jan y se propone conquistarla. Para ello utiliza otro nombre, habla con acento texano, y le encarga la redecoración de su apartamento. Jan aún no se ha dado cuenta de la verdadera identidad de ese amable señor texano.

## Reparto
- Rock Hudson ... Brad Allen
- Doris Day ... Jan Morrow
- Tony Randall ... Jonathan Forbes
- Thelma Ritter ... Alma
- Nick Adams ... Tony Walters
- Karen Norris ... Srta. Dickenson
- Julia Meade ... Marie
- Allen Jenkins ... Harry
- Marcel Dalio ... Sr. Pierot
- Lee Patrick ... Sra. Walters
- Mary McCarty ... Enfermera Resnick
- Alex Gerry ... Dr. Maxwell
- Hayden Rorke ... Sr. Conrad
- Valerie Allen ... Eileen
- Jacqueline Beer ... Yvette
- Arlen Stuart ... Tilda

## Premios
La película ganó un Oscar al mejor guion original, y también fue propuesta como candidata a otros cuatro: a la mejor actriz principal (Doris Day), a la mejor actriz de reparto (Thelma Ritter), a la mejor dirección artística y a la mejor música.